# Station Majdan
Station Majdan is een spoorwegstation in de Poolse plaats Strzeszkowice.